# Жаппас
Жаппас (каз. Жаппас) — казахский род, один из 18 родов крупного тюркского племени Алшын, берет свое историческое начало от родоплеменного образования Байулы. Боевой клич (уран) - «Баймурат».

## История
О племени Жаппас отсутствуют старые данные. Самые первые упоминания встречаются в данных А. Тевкелева. По более поздним данным род обозначается частью Букеевской Орды и Младшего жуза у таких авторов как Небольсин, Ханыков, Бламберг, Кеппен. По исследованиям, проведенным в 1960-х годах, подразделения рода почти совпадают с данными М. Тынышбаева, разница в отсутствии подразделения Кушик (Кошык).
Байулы наряду с алимулы представляют собой одно из двух крупных родоплеменных групп в составе алшынов. Рядом авторов аргументирована точка зрения о тождестве алшынов и алчи-татар, живших в Монголии до XIII в. Согласно шежире, приводимому Ж. М. Сабитовым, все алшынские роды в составе байулы и алимулы происходят от Алау из племени алшын, жившего в XIV в. во времена Золотоордынского хана Джанибека.
Судя по гаплогруппе C2-M48, прямой предок алшынов по мужской линии происходит родом с Восточной Азии (близка калмыкам и найманам рода сарыжомарт), но не является близким нирун-монголам (субклад С2-starcluster). Генетически племенам алимулы и байулы из народов Центральной Азии наиболее близки баяты, проживающие в аймаке Увс на северо-западе Монголии.

## География расселения
Представители рода Жаппас проживают в Астраханской, Волгоградской, Челябинской, Самарской, Оренбургской областях Российской Федерации, Атырауской, Костанайской, Западно-Казахстанской, а так же Кызылординской и Актюбинской областях Казахстана.

## Численность, известные представители
До революции 1917 года численность населения рода составлял 50 тысяч человек.
Известные представители
- Баймұрат батыр - казахский батыр. Один из военачальников Абылай хана. Участвовал в Шаганской битве. Его имя является общим боевым кличем (ұран) для родов Жаппас и Алтын.
- Ақберды батыр - казахский батыр. Участвовал в Аныракайском сражении. Был другом Қанжығалы Бөгенбай батыра.
- Байғара батыр, Қожасұлы (умер 03.11.1731 г.) - казахский батыр. Участвовал в сражениях против джунгар. Был противником присоединения к России.
- Жармухамедов Алжан Мусурбекович - советский баскетболист. Олимпийский чемпион 1972 года. Бронзовый призёр Олимпиады 1976 года. Первый Олимпийский чемпион казахского происхождения.
- Тасмагамбетов Имангали Нургалиевич (каз. Иманғали Нұрғалиұлы Тасмағамбетов) - государственный и политический деятель Республики Казахстан, доктор политических наук. Генеральный секретарь ОДКБ с 1 января 2023 года.
- Нугманов Рашид Мусаевич - советский и казахстанский кинорежиссёр, сценарист, кинопродюсер, киноактёр, общественный деятель.
- Ильясов, Наги - командир отделения разведки 2-го дивизиона 473-го артиллерийского полка 99-й стрелковой дивизии 46-й армии 2-го Украинского фронта, ефрейтор, Герой Советского Союза.
- Сабира Майканова (каз. Сәбира Майқанова; 1914, Сырдарьинская область, Российская империя — 1994, Алматы, Казахстан) — советская, казахская актриса. Народная артистка СССР (1970).